# St. Nikolaus von Tolentino (Rösrath)

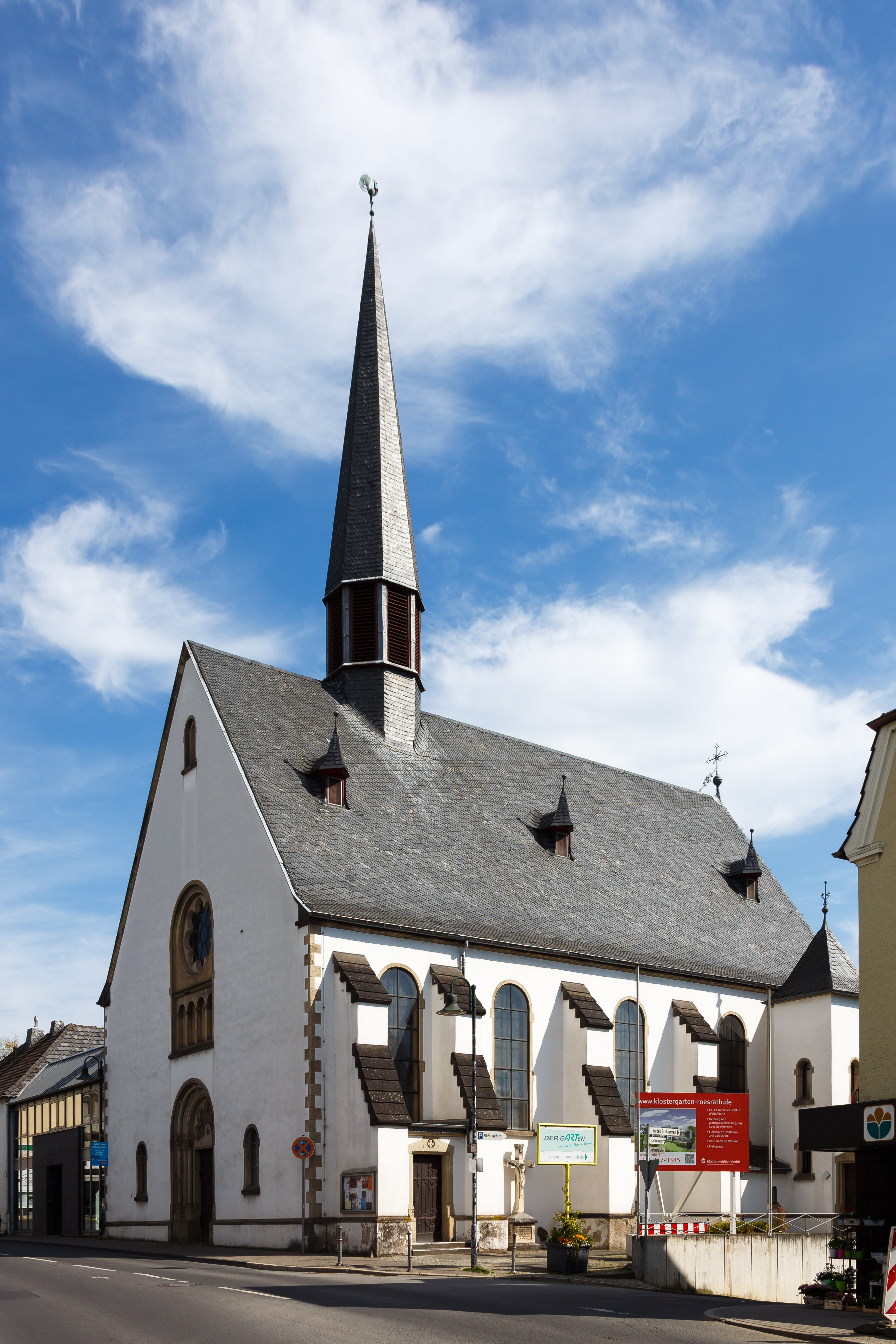
St. Nikolaus von Tolentino – Katholische Pfarrkirche in Rösrath

St. Nikolaus von Tolentino ist eine denkmalgeschützte katholische Pfarrkirche im Zentrum von Rösrath (Nordrhein-Westfalen), die ursprünglich zum Gebäudekomplex des Augustiner-Eremitenklosters Rösrath gehörte. Die Kirche ist im Stil des Barock errichtet, jedoch ist die Ausgestaltung eher untypisch, da die Augustiner-Eremiten bei der Erbauung der Klosterkirche stilistische Strömungen der Zeit nur in begrenztem Maße aufgriffen. Sie steht unter dem Patrozinium des Heiligen Nikolaus von Tolentino.

## Beschreibung

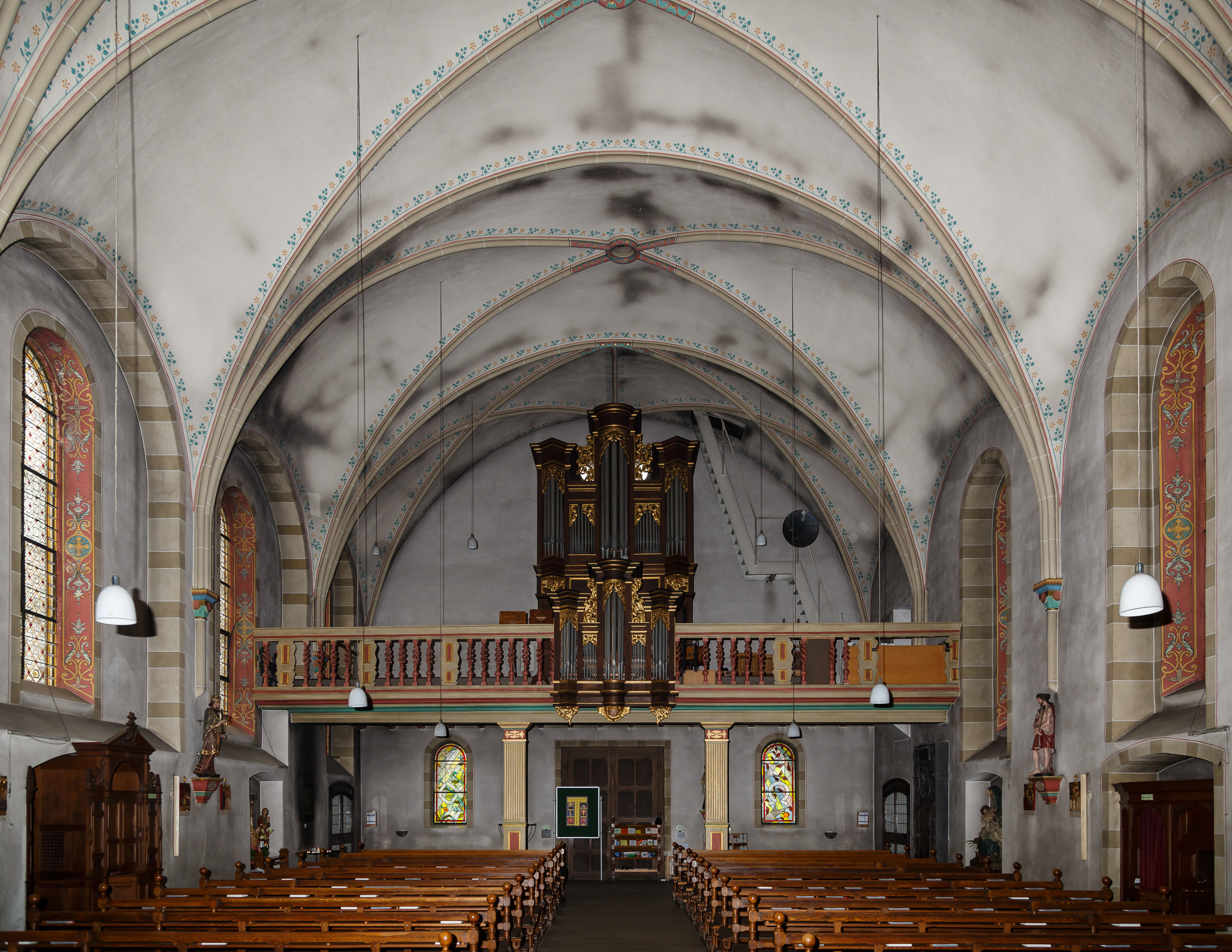
Blick in das Innere der Kirche mit seinem Kreuzrippengewölbe

Bei der Kirche handelt es sich um einen hohen, giebelständigen Saalbau mit dreiseitigem Chorabschluss von 1691 bis 1708. Wegen Baufälligkeit wurde die Kirche 1903–1908 umfassend renoviert und teilweise bis zum Sockel abgetragen. Der Saalraum, der zuvor im Innern eine flache Holztonne hatte, erhielt ein 5-jochiges Kreuzrippengewölbe auf kurzen Diensten, das außen durch doppelt abgetreppte, mit Sandstein abgedeckte Strebemauern zwischen den Rundfenstern aufgefangen wurde. An der Südseite wurde eine Sakristei angebaut, darüber eine Empore, mit Doppelarkade zum Kirchenschiff geöffnet. In der Ostfassade der Sakristei wurde ein rundbogiges, mit der Jahreszahl 1684 bezeichnetes Portal des Klosters wiederverwendet. Über dem schiefergedeckten Satteldach des Kirchenschiffes befindet sich ein hoher Glockenreiter. Die Kirche war mit dem Pfarrhaus Teil des 1803 säkularisierten Augustinerklosters Rösrath. An der katholischen Pfarrkirche befinden sich drei Grabkreuze. Zwei von ihnen sind Fragmente eines Sandsteinkreuzes, einmal mit Winkelsegmenten, das andere Mal mit geschweiften Balkenenden und Winkelsegmenten. In beiden Fällen handelt es sich um Reliefs von Kruzifixen. Das dritte Grabkreuz ist aus Trachyt mit zugespitzten Balkenenden und Winkelvoluten. Es ist ein Relief der Wundmale Christi. Außerdem befindet sich an der Kirche ein Wegekreuz. Dabei handelt es sich um ein Missionskreuz von 1871. Es besteht aus Naturstein mit Korpus auf Sockel mit einer Inschriftentafel. Darauf finden sich die Jahreszahlen von folgenden Missionen: 1891, 1904 und 1908.

## Geschichte

### Vorgängerbau
Eine Rösrather Kapelle wird 1448 in einer Urkunde erwähnt. Hierbei handelt es sich vermutlich um die älteste dokumentierte Fundstelle der St. Vitus-Kapelle, die auch nach Baubeginn der Klosterkirche noch zu Gottesdiensten genutzt wurde. Von dieser Kapelle fehlt jedoch heute jede sichtbare Spur. Die Kapelle wurde 1672 als Schenkung des Kölner Erzbischofs Maximilian Heinrich von Bayern an die Kölner Augustiner-Eremiten übertragen. Diese begannen ab 1677 mit der Errichtung eines Klostergebäudes in Rösrath.

### Bau der Klosterkirche
Die Klosterkirche als Vorläufer der heutigen Pfarrkirche war von ihrer Funktion her als Teil der augustinischen Klosteranlage konzipiert. Die Grundsteinlegung erfolgte am 31. Mai 1691, jedoch begannen die eigentlichen Bauarbeiten erst im Mai 1701. Am 3. September 1703 findet sich im Liber Conventus, dem Klosterbuch, ein Eintrag über die Aufrichtung des kleinen Dachreiters der Kirche. 1707 wurde am Eingang der Kirche eine Bühne für den Chor errichtet. Mit der Fertigstellung des Steinbodens im Jahr 1708 war die Bauphase abgeschlossen – das Datum der Weihe ist jedoch nicht bekannt.
Auch die übrigen Bautätigkeiten schritten voran: 1708 legten die Augustiner einen Friedhof an. 1710 bauten sie eine Schule. Das Geld für die Bauten bettelten sie in der Umgebung zusammen. Dazu erhielten sie vom katholischen Landesfürsten Herzog Philipp Wilhelm die Erlaubnis. Am 10. September 1795 wurde die Kirche von französischen Truppen überfallen, dabei wurde der Prior ermordet. Vermutlich wurde dabei auch das Inventar der Kirche zum Teil beschädigt.
1851 wird die Kirche unter das Patronat des heiligen Nikolaus von Tolentino gestellt.

### Umbau 1903

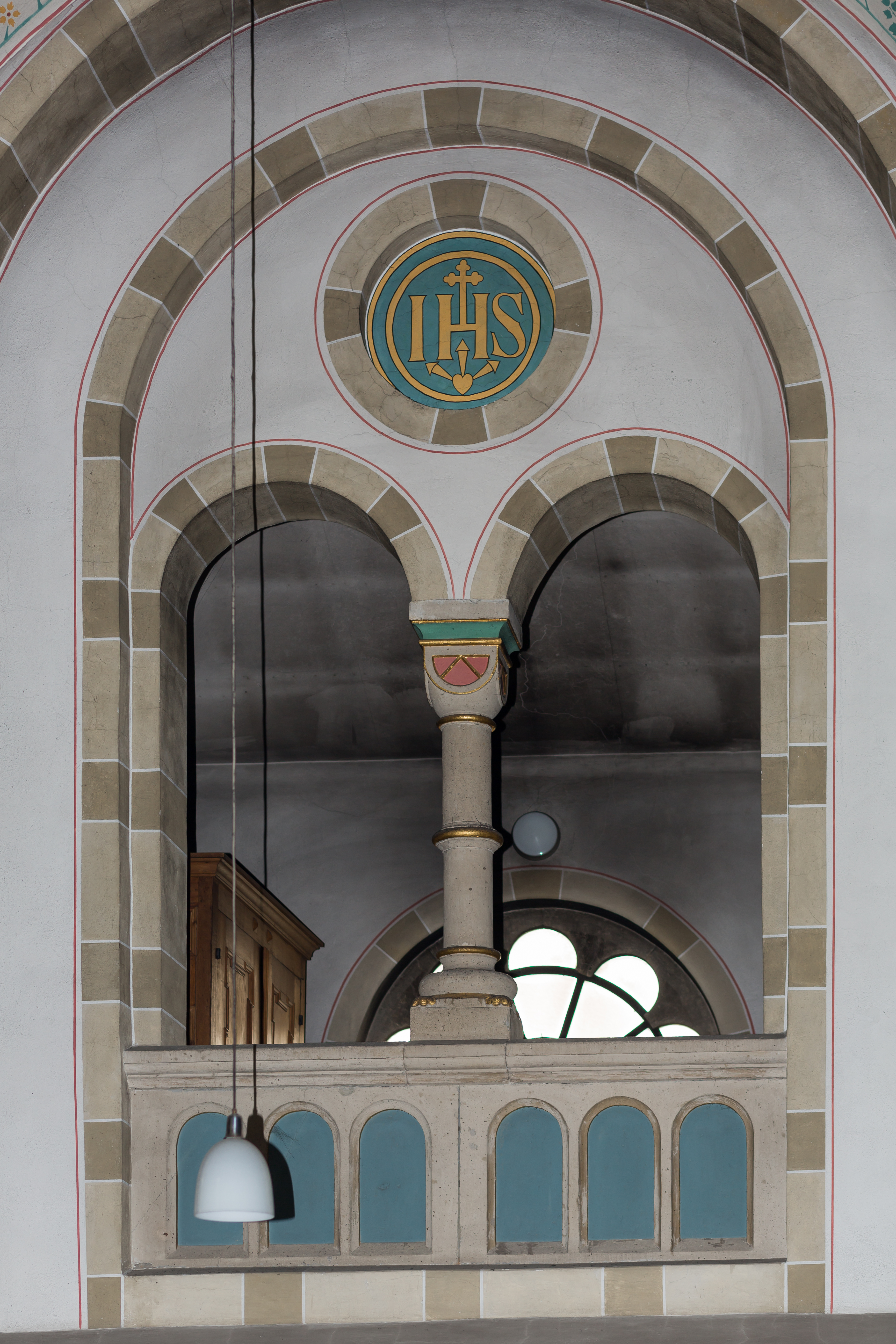
"Mayers Hütt", die Anfang des 20. Jahrhunderts errichtete Empore über der Sakristei.

Zu Beginn des 20. Jahrhunderts drohte die Saalkirche einzustürzen, weil die Außenmauern dem Druck der Dachkonstruktion nicht mehr standhielten. 1903 wurde der Bau deshalb bis auf wenige Meter Höhe (Fensterunterkante) abgetragen und neu aufgemauert. Statt der vormals verwendeten Sandsteine wurden nun Ziegelsteine vermauert. Dabei entstanden die noch heute charakteristischen, eigenartigen Außenstützpfeiler, die dem Kirchenschiff zur nötigen Stabilität verhalfen und darüber hinaus auch die Errichtung eines Kreuzrippengewölbes anstelle des früheren Holztonnengewölbes ermöglichten. Die Westfassade erhielt ein stattliches Portal und eine große Fensterrosette. Im Osten wurde die Sakristei mitsamt der Empore angebaut. Ein alter Torbogen des Klosters mit der Inschrift "S. NICOLAE TOL ORA PRO NOBIS" wurde dabei in die Ostwand der Sakristei integriert. Die Ausmalung der Kirche wurde zwischen September 1907 und Januar 1908 durch Robert Rosenthal durchgeführt. Die renovierte Kirche wurde am 22. Juli 1908 geweiht.

### Neuere Restaurierungen
Zwischen 1950 und 1960 wurden Altäre, Kanzel und Figuren restauriert und farblich überarbeitet. Die Decken- und Wandmalereien wurden weiß übertüncht. Der bereits zuvor mehrfach veränderte Dachreiter wurde erneut überarbeitet und erhielt seine heutige Gestalt. 1961 kam der heutige Hahn auf die Kirchturmspitze.
Im Rahmen einer erneuten Umbauphase wurde zwischen 1982 und 1984 an der südlichen Seitenwand eine kleine Taufkapelle angefügt. Der Chorraum wurde umgestaltet und verkleinert. Ein neuer Volksaltar wurde eingebaut; dazu mussten die barocken Altäre gekürzt werden, um Raum zu schaffen.
Bei der Neugestaltung des Kircheneingangs an der Nordseite der Kirche in den Jahren 1998 und 1999 wurde ein Glasanbau realisiert, der die Lücke zwischen Kirche und Pfarrbibliothek optisch schloss.
Für das Jahr 2015 ist eine größere Restaurierung geplant, bei der unter anderem an der Orgel eine Generalreinigung der Pfeifen und die Behebung technischer Unzulänglichkeiten ansteht.

## Ausstattung

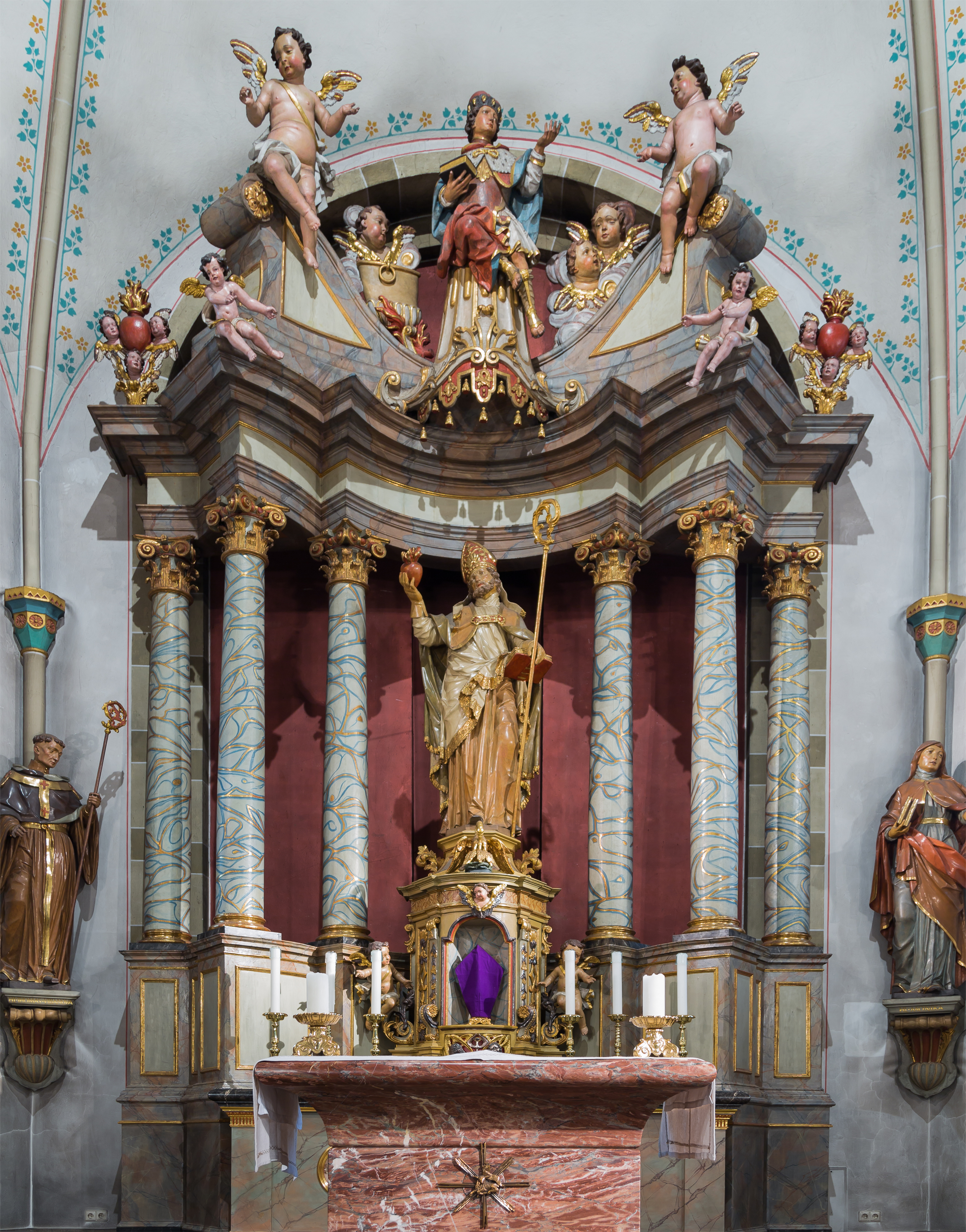
Der Volksaltar aus rotem Marmor steht vor dem barocken Hochaltar.

### Altäre
Der Chorraum der Kirche ist mit vier Altären ausgestattet, einem Hochaltar, zwei Seitenaltären und einem Volksaltar.
Der älteste der drei Altäre ist der südliche Seitenaltar, der 1708 von Meister Hamecher aus Köln geschaffen und dem heiligen Nikolaus von Tolentino gewidmet wurde. Er wurde von der Mönchsgemeinschaft mit einem Zuschuss des Priors selbst bezahlt. Über der Figur des Pfarrpatrons ist eine Skulptur des Mönchsvater Antonius aufgestellt.
Der nördliche Seitenaltar stammt aus dem Jahr 1711 und wurde vom Ehepaar Gaudens Schlömer und Christina Engelboich gestiftet. Als Marienaltar zeigt er eine Darstellung der Muttergottes mit dem Jesuskind. Im oberen Teil befindet sich eine Skulptur des heiligen Hubertus.
Der Hochaltar, der 1748 vom Bildhauer Jakob Kahle aus Attendorn geschaffen wurde, zeigt als beherrschende Heiligenfigur den Heiligen Augustinus, Gründer des Augustinerordens – erkennbar am Attribut eines flammenden Herzens, das er wegen seiner "feurigen Gottesliebe" in der rechten Hand hält. Auf dem Gebälk des Altars ist eine kleinere Statue des heiligen Vitus angebracht.
Der Zelebrationsaltar (Volksaltar) aus rotem Marmor wurde 1984 von Gerd Reifschneider zusammen mit zwei passenden Ambonen (Lesepulte) und sechs Sedilien (Sitze) für die Priester und Messdiener gefertigt. Um Platz zu gewinnen, kürzte man dazu die Mensen der alten Barockaltäre.

### Kanzel
Aus den Zahlen 16 und 39, die in dem aufgeschlagenen Buch des Evangelisten Markus abgebildet sind, wird die Bauzeit der Kanzel auf das Jahr 1639 datiert. Dies liegt noch vor dem Baubeginn der Kirche, weshalb man vermutet, dass sie zuvor andernorts in Gebrauch war und dann von den Augustinern übernommen wurde. Vom ehemaligen Klostergebäude aus bestand ursprünglich ein direkter Zugang zur Kanzel. Diese Tür wurde jedoch zugemauert und der Aufgang zur Kanzel durch eine freistehende Stütze und eine seitliche Treppe realisiert. Die aus Eichenholz gefertigte Kanzel besteht aus einem sechseckigen Gehäuse. Darüber befindet sich der Schalldeckel mit fünf in Relieftechnik gestalteten Halbfiguren – Christus in der Mitte, flankiert von jeweils zwei Evangelisten. Fünf weitere Bildreliefs unter den Engelsköpfen des Kanzelkorbes stellen Heilige dar. Die als sogenannte Mondsichelmadonna dargestellte Maria wird flankiert vom heiligen Wilhelm, dem heiligen Augustinus, dem heiligen Nikolaus von Tolentino und dem heiligen Sebastian.

### Glasfenster
Die beiden Glasfenster der Chorraumes sind zugleich die beiden ältesten Glasfenster der Kirche. Die unteren Teile zeigen Wappen und Inschrifte. Sie stammen aus dem Jahr 1704. Die oberen Teile wurden um 1900 eingesetzt und zeigen Bilder aus der Verkündigung und der Himmelfahrt Christi.
Die beiden Glasfenster an der Westfassade wurden von Gerd Reifschneider konzipiert und von Stefan Schnorrenberg 1995 gefertigt. Im linken Fenster ist ein Alpha, umgeben von frühlingshaften Blütenmotiven dargestellt, während das rechte Fenster ein Omega inmitten herbstlicher Natur zeigt. Alpha und Omega sind erster und letzter Buchstabe des griechischen Alphabets.

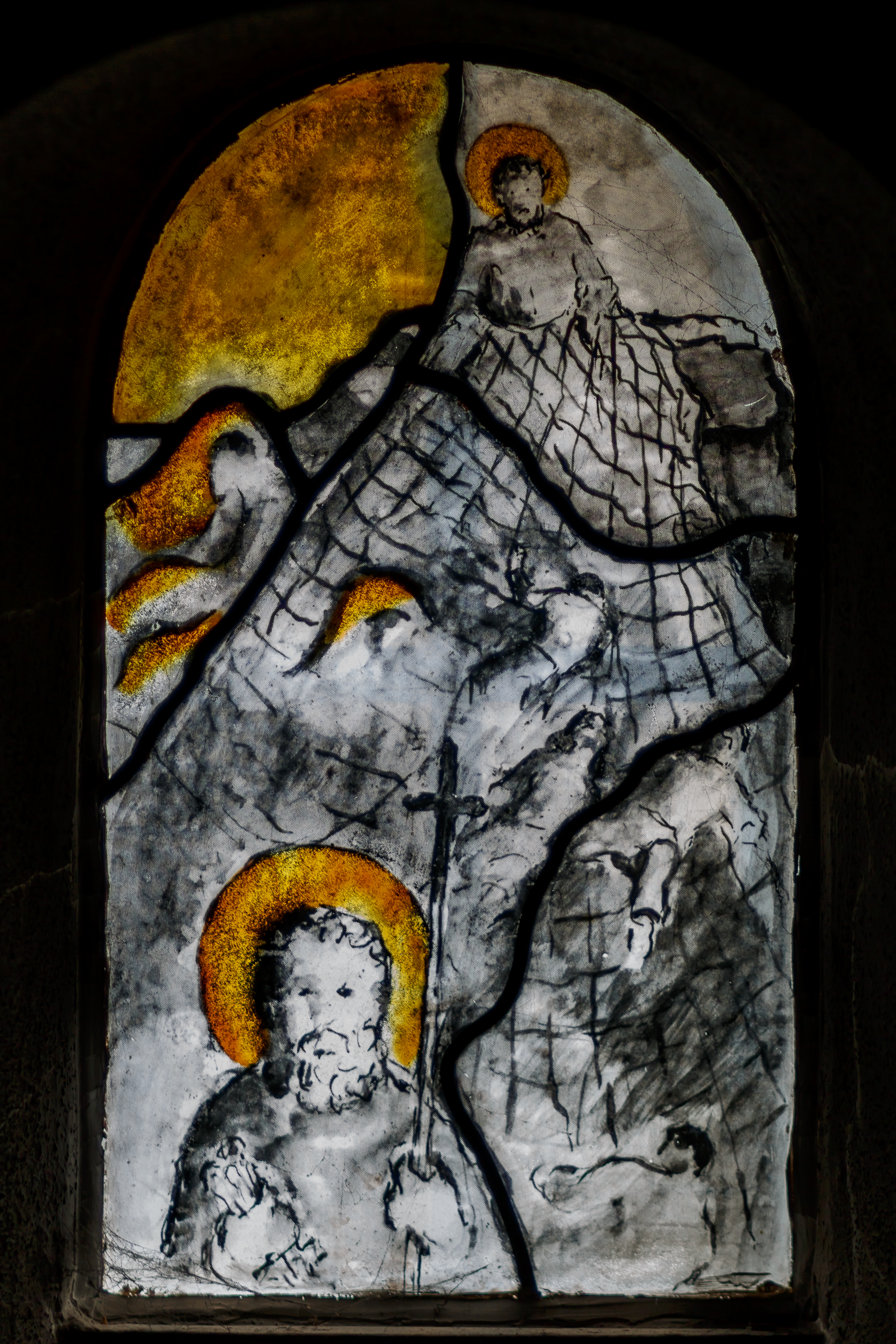
St. Petrus, Glasfenster von H. Lünenborg, um 1965

Das Glasfenster in der Taufkapelle wurde um 1965 vom Maler und Glaskünstler Hans Lünenborg aus Köln erschaffen.

### Orgel

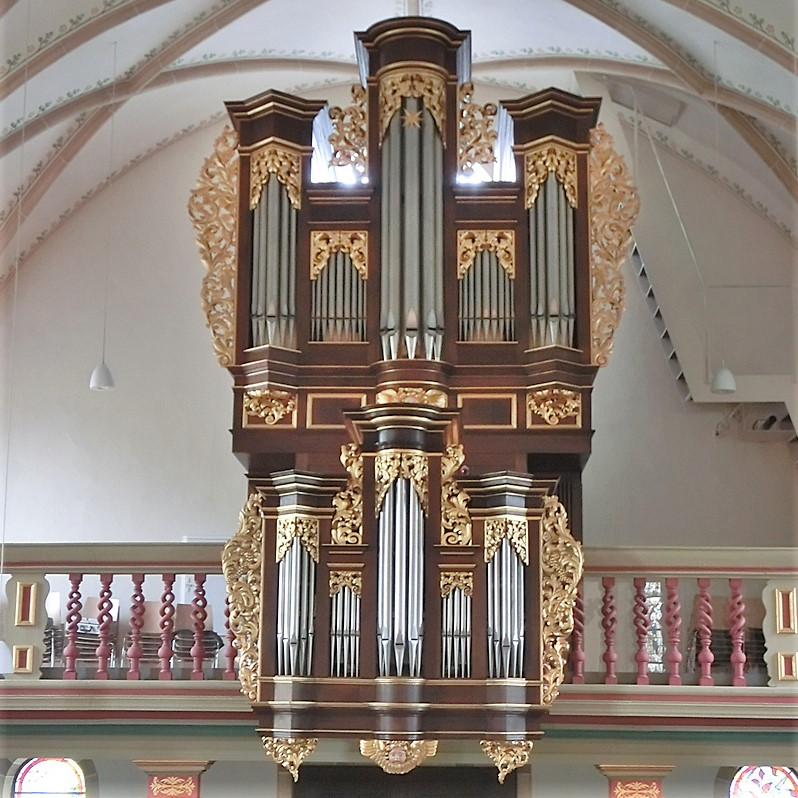
Mayer-Orgel aus dem Jahr 2016 mit Gehäuseteilen von 1721 und 1911

Das Rückpositivgehäuse der Orgel stammt aus dem Jahr 1721, während das Hauptgehäuse 1911 gebaut wurde. Georg Stahlhuth aus Aachen baute 1964 ein neues Instrument mit 23 Registern und etwa 1700 Pfeifen, das die Vorgängerorgel aus dem Jahr 1911 ersetzte, die ebenfalls von der Firma Stahlhuth erbaut worden war. 2016 erfolgte ein Neubau durch Hugo Mayer Orgelbau unter Wiederverwendung des Gehäuses und von Teilen des Pfeifenwerks der Vorgängerorgel.
| I Rückpositiv C–g3 |             |        |
| 1.                 | Gedackt     | 8′     |
| 2.                 | Principal   | 4′     |
| 3.                 | Rohrflöte   | 4′     |
| 4.                 | Quinte      | 2 ⁄3′  |
| 5.                 | Spillpfeife | 2′     |
| 6.                 | Terz        | 1 3⁄5′ |
| 7.                 | Sifflöte    | 1 ⁄3′  |
| 8.                 | Scharff IV  | 1′     |
| 9.                 | Cromorne    | 8′     |
|                    | Tremulant   |        |

| II Hauptwerk C–g3 |             |       |
| 10.               | Bordun      | 16′   |
| 11.               | Principal   | 8′    |
| 12.               | Hohlflöte   | 8′    |
| 13.               | Gambe       | 8′    |
| 14.               | Octave      | 4′    |
| 15.               | Spitzflöte  | 4′    |
| 16.               | Superoctave | 2′    |
| 17.               | Mixtur IV   | 1 ⁄3′ |
| 18.               | Kornett V   | 8′    |
| 19.               | Trompete    | 8′    |
|                   | Tremulant   |       |

| Pedalwerk C–f1 |              |     |
| 20.            | Subbaß       | 16′ |
| 21.            | Principalbaß | 8′  |
| 22.            | Gedacktbaß   | 8′  |
| 23.            | Choralbaß    | 8′  |
| 24.            | Posaune      | 16′ |

- Koppeln: II/I, I/P, II/P

### Kirchenglocken
Zur Pfarrkirche gehören vier Kirchenglocken, die sich unter dem Dachreiter befinden. Die sogenannte "Denkmalglocke" stammt aus dem Jahr 1872 und zeigt eine lateinische Inschrift, die übersetzt lautet: "Ich lobe den Herren und rufe die Christen, begleite die Toten." Außerdem enthält sie einen Hinweis auf den ehemaligen Bürgermeister Rohr und seine Frau, die die Glocke stifteten. Die Denkmalglocke erklingt im Ton f".
Die drei andern Glocken wurden 1960 gegossen. Sie sind 220, 160 und 110 Kilogramm schwer und erklingen in den Tönen c", d" und e". Sie sind den drei Heiligen Nikolaus von Tolentino, Vitus und Ursula gewidmet.
Alle vier Glocken sind klanglich auf die marianische Antiphon Regina coeli abgestimmt.

## Privilegien
Die Restaurierungsarbeiten (1903–1908) wurden zu einem Großteil von der Familie Mayer unterstützt. Als Dank dafür erhielt die Familie das Privileg, die Gottesdienste von der Empore oberhalb der Sakristei aus mitzufeiern. Im Volksmund heißt die Empore deshalb auch Mayers Hütt.

## Denkmalschutz
Die Pfarrkirche wurde zusammen mit drei Grabkreuzen und einem Wegekreuz auf Beschluss des Rates der damaligen Gemeinde Rösrath am 21. Oktober 1985 als Baudenkmal Nr. 42 in die Liste der denkmalgeschützten Bauwerke der Stadt Rösrath eingetragen.

## Denkmal des Monats
Die Pfarrkirche St. Nikolaus von Tolentino als Teil des Gebäudeensembles Kloster Rösrath wurde der Öffentlichkeit im April 2014 als Denkmal des Monats vorgestellt. Mit dem Anspruch, die Anliegen des Denkmalschutzes und der lokalen Geschichtsforschung ins Bewusstsein der Bürger zu rücken, rückt das Denkmal des Monats jedes Jahr zehn Denkmäler oder denkmalwürdige Objekte der Stadt Rösrath ins Licht der Öffentlichkeit.